# The Stories Are True
The Stories Are True è il primo album studio della band californiana Time Again, pubblicato il 25 aprile 2006.

## Tracce
1. Junkies
2. Say Again
3. Broken Bodies
4. The Stories Are True - ft. Tim Armstrong
5. Cold Concrete
6. Lost In Hollywood
7. Fallen Nation
8. Kenny
9. Criminals
10. Life On the Run
11. Fountain and Formosa
12. Deadly Nights
13. Streetwalker

## Formazione
- Daniel Dart – voce
- Elijah Reyes – chitarra
- Brian Burnham – basso
- Ryan Purucker – batteria